# دوري نجوم قطر 2019–20
دوري نجوم قطر 2019-20، المعروف أيضًا باسم دوري نجوم QNB لأسباب الرعاية، هو النسخة 47 من أعلى بطولة كرة قدم في قطر. السد دخل البطولة كحامل اللقب.
تم إيقاف الدوري في 16 مارس 2020 بسبب وباء COVID-19 في قطر، ثم تم استئنافه لاحقًا في 24 يوليو 2020.

## الفرق

### الملاعب والمواقع
| النادي   | المدينة / البلدة | ملعب                   |
| -------- | ---------------- | ---------------------- |
| الاهلي   | الدوحة           | استاد حمد بن خليفة     |
| العربي   | الدوحة           | استاد حمد الكبير       |
| الدحيل   | الدوحة           | استاد عبدالله بن خليفة |
| الغرافة  | الدوحة           | ملعب ثاني بن جاسم      |
| الخور    | الخور            | ملعب الخور الرياضي     |
| الريان   | الريان           | ملعب أحمد بن علي       |
| السد     | الدوحة           | ملعب جاسم بن حمد       |
| السيلية  | الدوحة           | استاد حمد بن خليفة     |
| الشحانية | الشحانية         | ملعب أحمد بن علي       |
| الوكرة   | الوكرة           | ملعب الوكرة            |
| نادي قطر | الدوحة           | حمد بن سحيم آل ثاني    |
| أم صلال  | الدوحة           | استاد سحيم بن حمد      |

### الأفراد والأطقم
| النادي   | مدرب               | قائد المنتخب   | الشركة المصنعة للمجموعة | راعي القميص                              |
| -------- | ------------------ | -------------- | ----------------------- | ---------------------------------------- |
| الأهلي   | نيبويشا يوفوفيتش   | نبيل الزهر     | جاكو                    | مجموعة ريجنسي القابضة                    |
| العربي   | هيمير هولغريمسون   | أحمد فتحي      | بوما                    | غير متاح                                 |
| الدحيل   | وليد الركراكي      | كريم بوضياف    | بوما                    | مصرف الريان                              |
| الغرافة  | سلافيسا يوكانوفيتش | قاسم برهان     | إيرييا                  | غير متاح                                 |
| الخور    | عمر ناجي           | نايف مبارك     | ماكرون                  | غير متاح                                 |
| الريان   | دييغو أغيري        | رودريغو تاباتا | نايكي                   | قطر للتأمين                              |
| السد     | تشافي              | غابي           | بوما                    | الخطوط الجوية القطرية                    |
| السيلية  | سامي الطرابلسي     | مجدي صديق      | أديداس                  | يونيون كاربايد كوربوريشنبنك قطر الاسلامي |
| الشحانية | نبيل انور          | ألفارو ميخيا   | أديداس                  | غير متاح                                 |
| الوكرة   | تانتين ماركيز      | برونو أوفيني   | جاكو                    | غير متاح                                 |
| قطر      | وسام رزق           | أليكس غالفيز   | بوما                    | غير متاح                                 |
| أم صلال  | عزيز بن عسكر       | محمود المواس   | جاكو                    | غير متاح                                 |